# 義和団
義和団（ぎわだん、簡体字: 义和团; 繁体字: 義和團; 拼音: Yìhé Tuán）は、中国清朝末期に山東省の農民などが起こし、列強八カ国と清朝の間の戦争となる義和団の乱を招いた欧米利権排斥運動の秘密結社である

## 概要

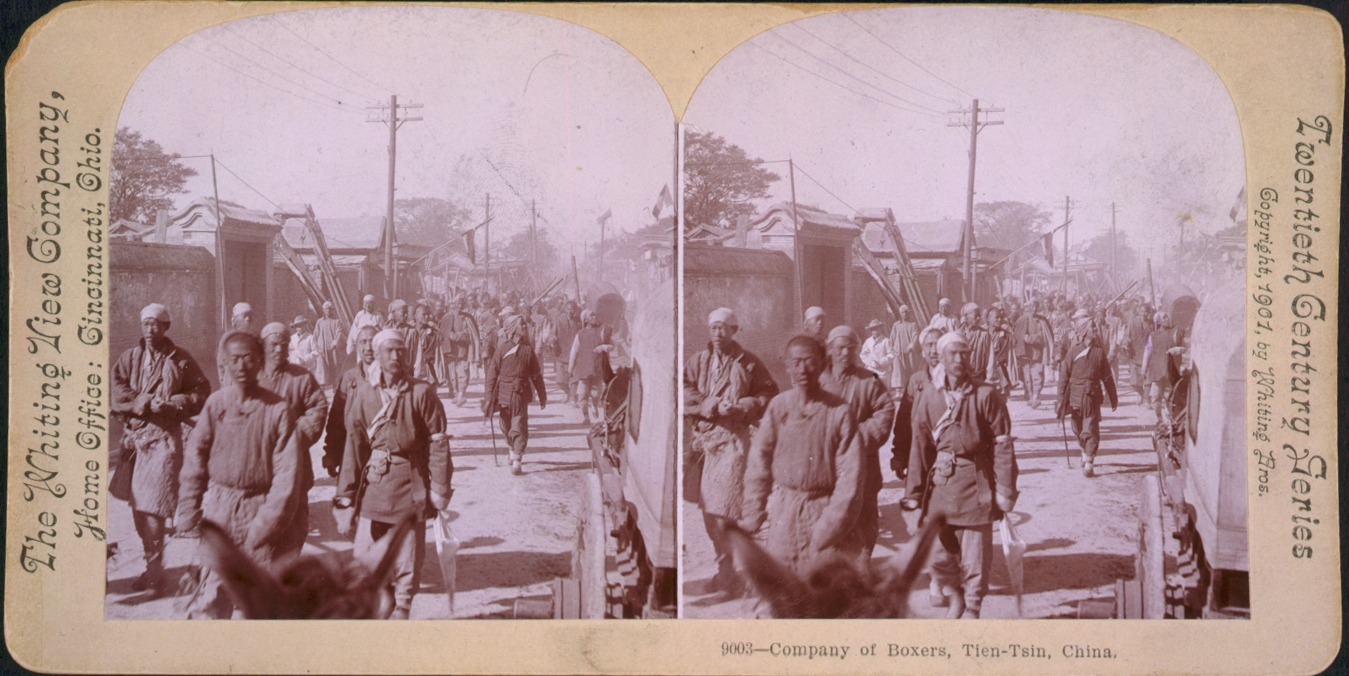
天津の義和団

義和団は白蓮教の流れを汲んでいたといわれている。義和拳という拳法によって刀や槍にも傷つけられない神力を得ることができると説き、民衆や遊侠の人々に広がった。山東地方で外国人やキリスト教宣教師を襲撃しながら次第に大きな集団となり、ついに1900年には北京に集結して蜂起し、義和団の乱に発展した。「清朝を扶（たす）け、西洋人を撃滅する」を意味する「扶清滅洋（ふしんめつよう）」をスローガンとして掲げた。
1900年6月に義和団はドイツ公使を殺害し、北京の各国公使館の包囲をしだした。清政府は列強8か国に宣戦布告した。この時点では義和団のかわりに清の政府軍が列強と対峙するが、同年8月に8か国連合国軍によって北京が占領されると、9月に清の政府は自軍は義和団の鎮圧を命じた義和団の蜂起を「義和団事件」あるいは「義和団の戦い」と呼ばれ、義和団を鎮圧した事件を「北清事変」あるいは「義和団事件」という。日本の歴史の教科書では、この2つを細かく区別をしない際には義和団関連事件を「義和団事件 1899〜1900年」としている。義和団に対する多国籍軍の武力行使において、福島安正少将や柴五郎中佐などの日本軍将校は優れたリーダーシップを発揮するなどし、欧米列強の首脳は日本軍の統率力や軍事的能力を評価する結果になった。結局、義和団の乱と北清事変は清国の敗北に終わり、多国籍軍の構成国は1901年9月7日締結の講和条約で撤兵を開始した。満洲支配の既成事実を欲するロシア帝国のみは、自国が権利を有する東清鉄道の建設修理事業を保護するためという理由で撤兵に応じず、逆に満洲駐留部隊の規模を増大させた。ロシアの南下政策的行動は、数年後の日露戦争の原因のひとつになった。
2024年6月10日には、中国・吉林省で姉妹校関係を結んだ中国北華大学がある吉林市の北山公園で米国人の大学講師4人が刃物で襲われる事件が発生した。4人のうち1人はアイオワ州下院議員のアダム・ザブナー氏の兄であり、中国国内から反米感情が高まりによって、『現代版義和団』が登場したと懸念が出た。環球時報の胡錫進・元編集人はウェイボーに「外国人が被害者となったのは偶然であってほしい」とした。今回の事件が米中の外交葛藤に広がることを懸念している中国当局は11日時点でも沈黙した上で、中国現地メディアとSNSに投稿された関連情報が検閲により全て削除された。